# Mila Gojsalića (opera)
Mila Gojsalića povijesna je glazbena drama u tri dijela s prologom hrvatskog skladatelja Jakova Gotovca, za koju je libreto prema vlastitoj istoimenoj poemi priredio Danko Angjelinović. Gotovca je – jednako kao i Angjelinovića – osobito nadahnula legenda o mladoj Mili Gojsalić, koja je 1530. u borbi protiv turskih osvajača hrabro žrtvovala svoj život za slobodu Poljica. Gotovčeva Mila Gojsalića je jedna od tri velike hrvatske junačke opere, svojevrsna nasljednica Porina Vatroslava Lisinskog i Zrinjskog Ivana pl. Zajca.

## O praizvedbi
Jakov Gotovac ravnao je solistima, zborom i orkestrom Opere Hrvatskog narodnog kazališta u Zagrebu prigodom praizvedbe ove svoje opere 18. svibnja 1952. Režirao je Tito Strozzi, scenografiju i kostimografiju izradio je Ljubo Babić, a koreografiju je osmislila Margareta Froman. Naslovnu je ulogu pjevala Marijana Radev, a u ostalim su ulogama nastupili Emil Kutijaro kao Guslar, Drago Bernardić kao Ivan Gojsalić, Josip Gostič kao Petar Kulišić, Milivoj Kučić kao Jure Kulišić, Josip Križaj kao Kolumbat, Ante Marušić kao Mehmed Topan-paša, Zvonimir Stopić kao Sejid-beg, Franjo Paulik kao Izuran Ali-bej, Gregor Radev kao Bimbaša, Stjepan Šajfar kao Mujezin i Zvonimir Oblak kao Poljički glasnik. I u Angjelinovićevu tekstu i u Gotovčevoj glazbi snažno je prisutan hrvatski narodni duh, o čemu je Gotovac jednom prigodom rekao: 
Osam godina nakon zagrebačke praizvedbe, točnije 24. svibnja 1960. Gotovčeva je Mila Gojsalića izvedena i na pozornici Hrvatskog narodnog kazališta u Splitu: naslovnu je ulogu pjevala Vesna Milatić, izvedbom je ravnao Vid Kuzmanić, a operu je režirao Tomislav Kuljiš.

## Osobe (uloge)
- Guslar (u Prologu) – recitator
- Ivan Gojsalić, poljički knez – bas
- Mila Gojsalića, njegova kćer – mezzosopran
- Petar Kulišić, poljički vojvoda, Milin zaručnik – tenor
- Jure Kulišić, Petrov brat, barjaktar poljičke vojske – bariton
- Kolumbat, knežev sluga – bas
- Mehmed Topan-paša – bariton
- Sejid-beg, zapovjednik u turskoj vojsci – bariton
- Izuran Ali-bej, zapovjednik u turskoj vojsci, Arapin – tenor
- Bimbaša – bas
- Mujezin – tenor

Poljički glasnik, turski vojnici, pašin sluga, poljički narod, vojvodina pratnja, turska vojska.

## Sadržaj
Radnja opere odvija se 27. ožujka 1649. na proplanku ispred kneževe kuće u selu Gracu, u slobodnoj Poljičkoj knežiji. U pozadini scene vidi se i planina Mosor, a prolog i sva tri dijela opere izvode se u slijedu, odvojeni tek s dva intermezza. 
Prolog: Stari guslar pjeva o »zemlji divnoj, majci mučenika«.
1. dio: Pred kućom kneza Ivana Gojsalića okupljaju se Poljičani, u veselju iščekujući prosce kneževe kćeri Mile. Dolaze i prosci predvođeni vjerenikom – poljičkim vojvodom Petrom Kulišićem. Svečano dočekani, ulaze s nevjestom u kuću, a momci i djevojke nastavljaju zabavu pod vedrim nebom. Nakon nekog vremena, knez izlazi iz kuće i hicem iz kubure objavljuje da je djevojka isprošena. Radosno čestitanje mladencima prekidaju povici sluge Kolumbata, koji zove na uzbunu: turska vojska, predvođena zloglasnim Topan-pašom, nadomak je selu. Ranjeni Kolumbat priča kako su ga Turci zarobili dok je stražario te kako ga Topan-paša šalje da svima prenese njegovu poruku: ili će mu dati da lijepu Milu odvede u svoj harem ili će sve poubijati, razrušiti i spaliti. Vojvoda Petar, knez i sav narod odlučuju se hrabro oduprijeti brojnijem neprijatelju i spriječiti Topan-pašu u njegovu naumu. Nakon što se pribere od prvotnoga straha, Mila odlučuje žrtvovati se za spas svojega naroda i dočekati Topan-pašu, odbijajući sva uvjeravanja da to ne čini. Poljičani se povlače u planinu, a Mila se dirljivo oprašta od svoga zaručnika, vojvode Petra. S njom će ostati samo vjerni knežev sluga Kolumbat. Ostavši sama, Mila pjeva zanosnu Odu zemlji.       
Intermezzo opisuje povlačenje naroda u planinu, u zbjeg.
2. dio: Noć je. Izdaleka se čuju povici turske vojske, čije se predstraže približavaju proplanaku pred kućom Gojsalića. Stiže i Topan-paša s vojskovođama, koji se izruguju pobjeglim Poljičanima. Vojnici razapinju pašin šator, a pokraj staroga bora smještaju bačve baruta. Mujezin svojim pjevom (iza scene) poziva na večernju molitvu. Paša se ljuti što ga nitko nije dočekao, no u taj čas iz kuće izlazi Mila u svojoj najsvečanijoj opravi: svi su očarani njezinom ljepotom. Kad sve utihne, a Mila i Topan-paša ostanu sami, on joj počne pričati kako već godinu dana čezne za njom otkako ju je vidio u Splitu i kako se već tada, prilikom nekih službenih pregovora, zaljubio u nju. Mila ga pak pokuša udobrovoljiti i moli ga da ju ne prisiljava na vezu bez ljubavi. No njezina molba samo još više razbjesni Topan-pašu, koji zaprijeti da će ispuniti svoju prijetnju i sve opustošiti. Mila tada prividno pristane biti njegova te svojem ocu, knezu Ivanu, u planinu šalje Kolumbata s porukom o sklopljenom primirju s Turcima. Ta poruka je, zapravo, prikrivena uputa Poljičanima da na njezin znak budu spremni napasti mrskoga neprijatelja. Nezadovoljni mirovnom nagodbom, turski vojskovođe nagovore Topan-pašu da ipak dovrši ratni pohod, kako se turska vojska ne bi osramotila. Kad turski vojnici počnu otvarati bačve s barutom i pripremati oružje, Mila dohvati zapaljenu baklju i baci ju među njih. Brojni turski vojnici pogibaju u velikoj eksploziji.      
Intermezzo dočarava bitku: Poljičani navaljuju na preživjele iznenađene Turke i pobjeđuju ih.
3. dio: Isti prizor, ali sve razrušeno i uništeno od snažne eksplozije: posvuda naokolo mrtvi turski vojnici. Mila, smrtno ranjena, leži na stubištu svoje kuće. Dolaze Poljičani predvođeni knezom Ivanom, vojvodom Petrom i Kolumbatom: radost pobjede nad Turcima pomućena im je junačkim stradavanjem kneževe kćeri. Mila se posljednjom snagom oprašta sa svima... U osvit nove zore Poljičani, tugujući nad njenim mrtvim tijelom, ponosno prihvaćaju njezinu himnu: »O zemljo naša, ljubljena i draga, u teškoj borbi zavoljena žarko...«.

## Vanjske poveznice
- Slobodna Dalmacija – Jagoda Martinčević: Uz dvadesetu obljetnicu smrti. Jakov Gotovac (1895-1982), nepokolebljivi maestro hrvatske nacionalne glazbe
- Hrvatski fokus – Siniša Vuković: Dnevnik kazališnog broda. Mila Gojsalića, narodna legenda iz Poljičke kneževine
- Hrvatski fokus – Siniša Vuković: Dnevnik kazališnog broda. Mila Gojsalića u slobodnoj Hrvatskoj  Arhivirana inačica izvorne stranice od 24. veljače 2014. (Wayback Machine)
- YouTube – Jakov Gotovac: Oda zemlji, arija Mile Gojsalića u izvedbi Nade Puttar Gold
- Jakov Gotovac: Mila Gojsalića – HNK u Zagrebu, 1995.